# Аничков мост
Ани́чков мост — автодорожный каменный арочный мост через реку Фонтанку в Центральном районе Санкт-Петербурга, соединяющий Спасский и Безымянный острова. Один из самых известных мостов Санкт-Петербурга. Мост знаменит скульптурными группами «Укрощение коня человеком», созданными скульптором П. К. Клодтом и ставшими одним из символов города. Несмотря на небольшие размеры, Аничков мост — одно из главных сооружений архитектурного ансамбля Невского проспекта. В 2001 году включён в список объектов культурного наследия России федерального значения, находится под охраной государства.
Первый деревянный мост построен в 1716 году. В течение XVIII века мост неоднократно перестраивался в дереве. В 1784—1785 годах сооружён трёхпролётный каменный мост с башнями по типовому проекту мостов через Фонтанку. В 1841 году по проекту инженеров И. Ф. Буттаца и А. Х. Редера построен существующий арочный трёхпролётный мост. Мост капитально ремонтировался в 1906—1908 и 2007—2008 годах.

## Расположение
Расположен по оси Невского проспекта. Рядом с мостом расположены Аничков дворец, дворец Белосельских-Белозерских, Фонтанный дом.
Выше по течению находится мост Белинского, ниже — мост Ломоносова.

## Название
Название моста произошло от примыкавшей к нему Аничковой слободы, построенной во времена Петра Великого рабочим батальоном, которым руководил инженер-подполковник Астраханского пехотного полка М. С. Аничков. Он же был строителем и первого Аничкова моста.
Первоначально императорским указом 1739 года мост был назван Невским. Однако это наименование не прижилось, и уже в 1747 году в «Санкт-Петербургских ведомостях» появляется современное название.
В XIX и начале XX века нередко встречался вариант написания Аничкин мост. В 1913 году один из потомков М. С. Аничкова, чьим именем назван мост, обратился в городскую управу с письмом, в котором возражал против такого названия на аншлагах моста. После наведения справок городская управа обратилась в городскую думу, где и было восстановлено название моста.

## История

### Деревянный мост
До 1712—1714 годов Фонтанка называлась Ериком или Безымянным Ериком. Болотная речка образовывала в своём течении острова и заводи. Прокладываемый Невский проспект был одним из важных путей новой столицы, и на пересечении двух путей было необходимо устроить постоянную переправу. В 1715 году Пётр I издал указ: «За Большою Невой на Фонтанной реке по перспективе сделать мост». К маю 1716 года работы были закончены, и через Фонтанку был построен деревянный балочный многопролётный мост на свайных опорах, перекрывавший как сам проток, так и заболоченную пойму. Мост был достаточно большой длины, так как сама Фонтанка тогда представляла собой внушительную водную преграду и имела ширину около 200 м. Отдельные исследователи оценивают длину моста в 150 м. Ширина моста составляла всего около 6,5 м. Для проводки по Фонтанке мачтовых судов в судоходном пролёте были устроены специальные подъёмные щиты, которые снимали, а затем возвращали на место вручную. Первоначально мост располагался чуть выше по течению реки.
Строился мост силами инженерного батальона, которым командовал инженер-подполковник Михаил Аничков. Батальон Аничкова размещался на берегу Фонтанки в старой финской деревне, прозванной с тех пор «Аничковой слободой».
Несмотря на то что чертежей того моста не сохранилось, известно, что это был один из тех деревянных мостов, которые массово наводились в то время, а потому, скорее всего, его конструкции были обиты досками и разрисованы под каменные русты, чтобы придать сооружению «представительный» вид.
В 1721 году мост перестроили по проекту голландского инженера Х. ван Болеса при участии архитектора Доменико Трезини. Из-за нехватки подрядчиков работы велись хозяйственным способом: мост строили арестанты. Переправа была расширена, мост стал восемнадцатипролётным с разводным пролётом подъёмного типа для прохода небольших судов и барж. Разводился мост вручную с помощью деревянного рычажного устройства. В 1723 году деревянные перила Аничкова моста покрасили в красный цвет. Очередной ремонт моста был в 1726 году.
В 1732 году рядом с мостом по проекту архитекторов Д. Трезини и М. Г. Земцова была установлена триумфальная арка в честь вступления на престол императрицы Анны Иоанновны. В 1741 году арку отреставрировали для встречи новой императрицы — Елизаветы Петровны, а в 1751 году — разобрали.
В 1737 году мост расширили до ширины Невского проспекта. В 1741 году он был усилен для пропуска по нему 14 слонов — индийского подарка русской императрице от персидского шаха. В 1744 году середину моста сделали подъёмной, разводные железные механизмы были изготовлены на Сестрорецких заводах. В 1749 году архитектор Семён Волков построил новый деревянный мост, который мало чем отличался от типовых мостов того времени. Деревянные балки средних пролётов моста опирались на бревенчатые ряжи, заполненные камнем, а болотистую пойму правого берега Фонтанки пересекала длинная эстакада на деревянных сваях. Мост не имел разводного пролёта; это объясняется, по-видимому, тем, что в данной части Фонтанка не была судоходна. При въезде на мост установили фонари на высоких деревянных столбах.
При реконструкции были сохранены восемнадцать арочных пролётов, обработанных под каменный (гранитный) руст. Ограда моста представляла ряд деревянных балясин, стоящих между тумбами, увенчанными вазами или шарами.
В XVIII веке Фонтанка была границей города, поэтому мост служил своеобразным пропускным пунктом. У моста находилась застава, где проверяли паспорта въезжающих в город.

### Каменный мост образца 1780-х годов
В середине XVIII века город перешагнул свою естественную границу и стал застраиваться на территории бывших пригородов. Этим объясняется широкая деятельность Комиссии о каменном строении Петербурга и Москвы по урегулированию малых рек и каналов, по проектам которой с 1780 по 1789 годах проведены работы по обустройству Фонтанки. Работы проводились специально учреждённой комиссией, которую до 1783 года возглавлял генерал Ф. В. Бауэр. В рамках этих работ были возведены каменные набережные со спусками к воде, а также семь каменных однотипных мостов со средними деревянными разводными пролётами и башнями на быках. Авторами проекта мостов разные источники называют инженеров Ф. Бауэра (Баура), И. К. Герарда, П. К. Сухтелена, К. Ф. Модераха, архитекторов Ю. М. Фельтена и В. И. Баженова. Большинство же источников отдают предпочтение французскому инженеру Ж. Р. Перроне, однако документальных подтверждений этому нет. Аничков мост перестроен в период 1783—1785 годов.
С того времени сохранились лишь два таких моста — мост Ломоносова и Старо-Калинкин мост (перестроен, пропорции изменены), по их облику можно судить об архитектуре Аничкова моста того времени. Боковые пролёты моста были одинаковы по величине и перекрыты коробовыми каменными сводами, средний пролёт был выполнен в дереве и раскрывался для пропуска малых судов и барж. Между четырьмя гранитными башенными надстройками, которые покоились на речных опорах, были протянуты тяжёлые цепи, служившие для подъёма полотен разводной части. Впоследствии, когда Фонтанка сильно обмелела и кроме барок никакие суда по ней не проходили, средний пролёт был сделан неразводным.
Мост был ограждён каменным парапетом, на разводной части — лёгкая металлическая решётка. В первой половине XIX века парапеты заменили чугунными решётками с каменными тумбами, повторяющими ограду набережной. При входах на мост установили каменные обелиски с овальными фонарями на кронштейнах.
В 1832 году по предложению инженера В. Гурьева булыжные мостовые на Невском проспекте, в том числе и на Аничковом мосту, заменили торцовыми из деревянных шестигранных шашек.

### Современный мост
В 1839 году было принято решение о перестройке моста, поскольку его узкая проезжая часть затрудняла усилившееся движение по Невскому проспекту. Проект был составлен инженер-майором И. Ф. Буттацем при участии инженера А. Х. Редера. В декабре 1840 года проект был утверждён Николаем I.
Был создан специальный комитет по наблюдению за строительством, который возглавил генерал-лейтенант А. Д. Готман. Работы производил подрядчик М. Пименов под руководством инженеров Н. Дершау и А. Соболева. Аничков мост перестроили в рекордно короткий срок: 22 мая 1841 года был уложен первый камень нового моста, через четыре с половиной месяца были воздвигнуты арки. В начале ноября были установлены перила, а вскоре окончены и гранитные пьедесталы для статуй.
Мост был открыт для движения 20 ноября 1841 года. Общая стоимость строительства составила 195 294 руб.
Старый узкий мост был разобран, а на его месте был построен трёхпролётный каменный мост, перекрытый кирпичными сводами, очерченными по пологой круговой кривой. Опоры моста и пролёты облицевали розовым гранитом. Литая чугунная ограда с барельефами морских коньков и русалок выполнена архитектором А. П. Брюлловым по мотивам решётки, созданной архитектором Карлом Шинкелем для Дворцового моста в Берлине. Газета «Северная пчела» 5 (17) ноября 1841 года сообщала, что чугунная решётка отлита «по образцу рисунка знаменитого берлинского архитектора Шинкеля».
Перильное ограждение моста
Своды предполагалось украсить накладными бронзовыми деталями, над каждым из быков поставить бронзовые вазы, а на береговых устоях — конные группы. В процессе строительства от накладных украшений и ваз отказались.
В 1860 году по мосту проложили линию конки, идущей от Знаменской площади до Адмиралтейства. В 1887 году произведён ремонт моста. 
23 июля 1893 года из-за сильной утечки газа из магистральных труб, расположенных на мосту, от искры проходившего парохода произошло воспламенение газа.

#### Капитальный ремонт 1906—1908 годов
Эксплуатация моста выявила серьёзные конструктивные недостатки, которые уже в 1843 году привели к деформациям в сводах. Периодические исследования 1843, 1847, 1855, 1899 годов фиксировали, что разрушительный процесс продолжается. Комиссия экспертов, освидетельствовавшая мост в октябре 1902 года, хотя и не признала состояние моста угрожающим, но ограничила грузовое движение по мосту весом не свыше 600 пудов.
Причина разрушения моста объяснялась тем, что жёсткая гранитная облицовка недостаточно надёжно связывалась с легкосжимаемой кирпичной кладкой сводов. Из-за отсутствия надёжной изоляции в щели, в местах соприкосновения разнородных материалов, попадала вода, разрушавшая своды под воздействием естественных сил — морозов, ветров и т. п.
В 1904 году подготовительной комиссией городских железных дорог под руководством инженера А. П. Пшеницкого по поручению Городской думы был выполнен первый проект, предусматривавший сохранение внешнего вида моста с заменой каменных сводчатых строений неразрезными фермами с криволинейными поясами. Существовал вариант, согласно которому снизу и по бокам планировалось прикрепить подвеску из тонких гранитных плит. Целью этих проектов было построить мост безраспорной системы, но аналогичный по форме существующему. В конце концов проект был утверждён Городской думой, однако его реализации воспротивилась Академия художеств, а в дальнейшем и Строительный комитет Министерства внутренних дел. В 1906 году был утверждён проект С. П. Бобровского и Г. Г. Кривошеина, предусматривающий сохранение кирпичных сводов моста. Для этого были закруглены выпускные пяты и сводам придано коробовое очертание. 
Работы выполнялись без закрытия движения по мосту и судоходства по Фонтанке. В сентябре—октябре 1906 года верховая сторона моста была специально усилена клёпаными железными балками двутаврового сечения, опирающимися на быки и устои моста. С низовой стороны моста был сооружён временный деревянный мост подкосной системы. 1 мая 1907 года приступили к работам по переустройству низовой части моста. Трамвайное движение осуществлялось по верховой стороне моста. 4 ноября 1907 года по перестроенной половине были уложены временные пути для трамвая, и по ней было открыто движение. 10 мая 1908 года начались работы по переустройству второй половины моста.
Для предупреждения раскрытия швов в пятах при перестройке второй половины моста впервые в России был применён способ, состоящий в том, что в пятах свод выводился не на всю толщину; незаполненная борозда удерживалась деревянными распорками, а затем заполнение кладкой пятовых борозд делалось одновременно с замыканием свода.
Подрядчиками выступали А. Ю. Тами и С. М. Дейчман (переустройство постоянного моста), С. С. Линда (временный мост). Производителем работ по перестройке моста был техник Г. И. Зубков и его помощником инженер путей сообщения П. В. Щусев. Мост был открыт для движения 26 августа 1908 года. Стоимость перестройки моста составила 190 745 руб.
В результате реконструкции быки и устои остались прежние, кирпичные своды переложены по коробовой кривой со стрелой 1:7,74. Все конструкции моста заизолированы рольным свинцом. При перестройке узкие сходни с моста, затруднявшие движение, были заменены широкими ступенями, являющимися продолжением тротуарных панелей. Старый гранит был использован для парапетов ограждения Лиговских бетонных труб, по которым воды Лиговского канала проходили под площадью Московских Ворот. В 1938 году старую торцовую мостовую на Невском сменил асфальт.
Во время блокады Ленинграда мост значительно пострадал от артналётов. Повреждения получили гранитные парапеты и секции перил. Ночью 6 ноября 1942 года во время сильной бомбёжки фугасная бомба весом 250 кг попала в Аничков мост. Она разорвалась около тротуара, повредив трамвайные провода и осветительную сеть. Взрывной волной было разбито и сброшено в Фонтанку более 30 м чугунной решётки вместе с чугунными тумбами. На гранитных постаментах остались следы глубиной до 15 см:184. Решётка была отлита на заводе «Лентрублит» и вновь установлена на мосту в 1944 году. Следы от осколков снаряда на граните постамента было решено сохранить как память об обороне Ленинграда. По инициативе поэта М. А. Дудина на постаменте северо-западной скульптурной группы в декабре 1972 года была установлена бронзовая доска (архитектор В. А. Петров).
Летом 1951 года на Невском проспекте, в том числе и на Аничковом мосту, были сняты трамвайные пути.
В ночь с 21 на 22 августа 1968 года на трёх скульптурах коней 20-летний ленинградец Богуславский сделал надпись «Вон Брежнева из Чехословакии», протестуя против ввода войск в Чехословакию. Прямо на мосту Богуславского задержали сотрудники КГБ.
В 1991 году переложены гранитные плиты на открылках моста и установлены долго отсутствовавшие чугунные решётки на криволинейных участках открылков моста. В середине 1990-х годов проведена капитальная реконструкция чугунных ограждений моста. Они были скопированы и заново отлиты на предприятии Федерального Ядерного Центра в городе Снежинске Челябинской области.

#### Капитальный ремонт 2007—2008 годов
В 2000 году в связи с выпадением кирпичей из верхней части свода были установлены улавливающие сетки, два пролёта были закрыты для судоходства. В 2007—2008 годах выполнен капитальный ремонт моста. Генеральным проектировщиком выступило НПО «Ранд», генподрядчиком было ЗАО «Пилон». В ходе работ произведена замена наиболее опасных фрагментов арочной кирпичной кладки на глубину 30 см (12 м с верховой части моста и 9 — с низовой) и перекладка двадцати рядов свода в зоне его опирания на гранитные устои, инъектирование кирпичной кладки сводов цементным раствором под давлением, устройство новой гидроизоляции и водоотвода, замена асфальтобетонного покрытия проезжей части, реставрация гранитных тротуарных плит и чугунных решёток перильного ограждения, реставрация гранитных элементов моста и примыкающих участков набережной реки Фонтанки. Работы выполнялись в 3 этапа без полного закрытия движения автотранспорта и прохода судов.

## Скульптурные группы «Укрощение коня человеком»
- Первая группа
«Юноша, берущий коня под уздцы»
- Вторая группа
«Юноша, поверженный конём»
- Третья группа
«Юноша, осаживающий коня»
- Четвёртая группа
«Конь с идущим юношей»

За десять лет до строительства моста скульптор П. К. Клодт начал работать над группой, изображающей вздыбленного коня и сдерживающего его человека. По одному из проектов К. И. Росси 1817 года Дворцовую пристань между Зимним дворцом и Адмиралтейством (на месте засыпанного канала) по обеим сторонам должны были украсить скульптурные группы коней с возничими, а на устоях предполагалось поставить две фигуры сторожевых львов, опирающихся лапой на шар, по образцу флорентийских из Лоджии деи Ланци (поставлены в 1832 году). Модель коней, созданную В. И. Демут-Малиновским, признали неудовлетворительной, и в 1832 году император Николай I передал заказ начинающему Клодту. Одновременно проект набережной перед зданием Академии художеств в Санкт-Петербурге «в лучшем греческом вкусе» разрабатывал в 1831 году архитектор К. А. Тон. Архитектор планировал использовать работу Клодта, но скульптор запросил за отливку в бронзе столь огромную сумму (425 тысяч рублей), что Совет Академии художеств вынужден был отказаться и позднее на постаментах набережной установили египетских сфинксов.
За образец Клодт взял «Коней Марли» (1743—1745), произведение французского скульптора Гийома Кусту (хранятся в парижском Лувре, копии установлены на Площади Согласия у начала Елисейских полей). Парные скульптурные группы работы Кусту восходят к античным оригиналам: изображениям Диоскуров на Капитолии и на Квиринальской площади в Риме. В 1833 году скульптор П. К. Клодт представил свой проект: этюды в гипсе.
Но этот проект не был осуществлён. Коней заменили медные львы и порфировые вазы.
Тем временем началась перестройка Аничкова моста и Клодт предложил установить конные группы на береговых устоях моста. По первоначальному проекту предполагалось, что мост будет украшен четырьмя конными группами, отлитыми с двух моделей и поставленными попарно на западной и восточной сторонах моста. По замыслу скульптора четыре группы, в отличие от парных парижских, должны представлять четыре стадии укрощения дикого коня: от неясного исхода единоборства до полного подчинения коня человеку. Клодт, с юности увлекавшийся рисованием и лепкой лошадей, решил применить к традиционной теме «научный метод». Он «раздобыл на бойнях лошадиные головы, ноги, плечи, собственноручно их препарировал и отливал в гипсе, чтобы затем смонтировать в скульптуру». Натуралистический метод соединился в работе Клодта с романтическими настроениями русского академического классицизма, свойственного тому времени. Кроме этого, силуэты скульптурных групп на высоких постаментах оказались столь выразительным, что обеспечили этой работе невероятный успех.
Доработка и отливка первой группы «Конь с идущим юношей» затянулась до 1838 года. Вторую группу «Юноша, берущий коня под уздцы» Клодт создал в 1841 году, освоив мастерство бронзолитейщика:66. Об этом свидетельствует надпись на плинте: «Лепил и отливал барон Пётр Клодт в 1841 году».
По предложению автора две скульптурные группы установили на западных постаментах вновь отстроенного Аничкова моста, обращённых к Садовой улице. Скульптуры восточной стороны, обращённой к Литейному проспекту, повторяли западные, но были временными, из гипса, покрашенного под бронзу. В 1842 году Клодт отлил в бронзе ещё две группы бронзовых коней, но их прямо с литейного двора император Николай I подарил прусскому королю Фридриху Вильгельму IV:66.
Гипсовые, выкрашенные под бронзу скульптуры первое время внешне не отличались от бронзовых. Но под воздействием сырого климата они начали быстро разрушаться. «У алебастровой фигуры лошади оказалась трещина, а алебастр местами начал отваливаться, отчего фигура делается безобразной», — сообщал обер-полицмейстер президенту Академии Художеств. Затем у лошади отвалился хвост, и обер-полицмейстер вновь докладывал о «безобразии» фигур и опасности «для невинно проходящих прохожих». 9 октября 1843 года восточные гипсовые скульптуры наконец были заменены на бронзовые, но простояли недолго: через три года Николай I подарил их королю обеих Сицилий Фердинанду II за гостеприимство, оказанное русской императрице во время путешествия по Италии, и в апреле 1846 года они были отправлены в Неаполь, а их места в Санкт-Петербурге заняли гипсовые копии. Петербуржцы шутили, что клодтовские кони никогда не смогут занять своё место взамен гипсовых. Наконец в 1851 году мост был окончательно «укомплектован». Клодт не стал повторять прежние скульптуры, а создал две новых композиции, в результате скульптурные группы стали изображать четыре стадии покорения дикого коня.
Клодт задумал композицию ансамбля так, чтобы зритель «читал» сюжет, переходя от одной группы к другой. Тема «Укрощение дикого коня», согласно замыслу автора, раскрывается не единовременно, а последовательно (против часовой стрелки): от начала укрощения (на юго-западном устое моста) до полного подчинения коня человеку (на северо-западном устое). Произведение Клодта отличается от парижских прототипов Г. Кусту развёрнутым способом развития темы, а также стилем: вместо барочной патетики и экспрессии завершённая гармония классицизма.
Кони в III и IV группах, в отличие от I и II, подкованы. Существует легенда, что подкованные кони «идут» от кузниц, располагавшихся в XVIII веке на Литейном проспекте, а неподкованные — наоборот, направлены в сторону Литейного проспекта.
Успех конных групп Клодта был необычайный. Они были восторженно приняты и публикой и художественной критикой. Автор был избран почётным членом Берлинской и Римской академий художеств. Популярность скульптур оказалась столь велика, что их отливки в бронзе оказались в петергофском дворце Бельведер, Орловской усадьбе в Стрельне и в подмосковной усадьбе Голицыных — Кузьминках.
В 1900-х годах (на пьедесталах статуй указан год 1899 (MDCCCXCIX)) в Москве на Беговой аллее около Московского ипподрома были установлены скульптуры, выполненные внуком П. К. Клодта скульптором К. А. Клодтом при участии С. М. Волнухина.
В 1912 году Особая комиссия, в состав которой вошли профессора Л. Бенуа, Беклемишев и Чижов, скульпторы Обер и Залеман, осмотрев скульптуры Клодта, нашла в них ряд трещин и свищей, особенно угрожающих в человеческой фигуре одной из групп.
В октябре 1941 году после начала блокады скульптуры моста было решено закопать в саду Аничкова дворца, чтобы предохранить их от повреждений. Работы по укрытию конных групп были возложены на управление «Дормост» во главе с инженером В. Макаровым. В октябре—ноябре их сняли с пьедесталов и на специальных катках перевезли в сад Аничкова дворца. Однако в промёрзшую землю в декабре удалось опустить лишь одну группу. Остальные скульптуры были зарыты в мае 1942 года. Работы выполнялись силами Особой строительно-монтажной части «Стальконструкция». Каждую скульптуру обмазали техническим вазелином, обернули бумагой и упаковали в специальные ящики. Пустоты между обшивкой и статуями засыпали песком. Скульптуры были опущены в землю лишь на половину их высоты, чтобы их не разрушили грунтовые воды. Сверху были насыпаны земляные холмы. В 1945 году в течение одной ночи с 1 на 2 июня скульптуры были возвращены на свои места. Для многих ленинградцев возвращение коней стало олицетворением возвращения к мирной жизни. Поэтесса О. Ф. Берггольц так описывала это событие: «Мы стояли долго, мерцала белая ночь, статуя подымалась медленно и вдруг в какой-то момент так и врезалась в бледно-зеленоватое небо всем своим чёрным, бурным, трагическим силуэтом! И мы вздрогнули все, даже озноб пробежал по телу: так прекрасно явилась в небе скульптура, так пронзительно остро вспомнился сорок первый год и так остро ещё раз ощутили мы мир»:191.
В 1973 году проведены реставрационные работы, в ходе которых на поверхность скульптур после снятия окисной плёнки была нанесена защитная эмульсия, предохраняющая бронзу от воздействия влаги, солнечных лучей и выхлопных газов. На время работ скульптуры не покидали моста.
В 2000—2001 годах произведена реставрация скульптурных групп. Работы выполнялись в условиях реставрационной мастерской. Первая пара коней покинула постаменты с низовой стороны моста в ночь с 29 на 30 июня 2000 года. Оставшиеся две пары скульптур с верховой стороны были сняты 30 ноября. Работы по реставрации производились на заводе «Монументскульптура» компанией ООО «Интарсия». Интересным открытием стало то, что внутри скульптур нет никакого каркаса и дополнительных опор. Ультразвуковым обследованием было установлено, что толщина бронзы колеблется от 2,5 до 6 см. 
В ночь с 25 на 26 мая 2001 года скульптурные группы были возвращены на мост. 26 мая в присутствии губернатора Санкт-Петербурга В. А. Яковлева состоялась их торжественное открытие. 

## Конструкция
Мост трёхпролётный каменный. Пролётное строение выполнено в виде трёх коробовых сводов, выложено из кирпича и облицовано гранитом. Устои и промежуточные опоры каменные из бутовой кладки, облицованы гранитом. По статической системе мост представляет трёхпролётную бесшарнирную арку. Конструктивная толщина сводов (в среднем пролёте) составляет 1,225 м. 
Длина пролётов составляет: среднего — 12,5 м, крайних — по 12,6 м. Ширина моста — 37,9 м (38,85 м со свесами карнизов), из которых проезжая часть занимает 31,9 м. Длина моста составляет 54,6 м.
Мост предназначен для движения автотранспорта и пешеходов. Проезжая часть моста включает в себя 8 полос для движения автотранспорта (по 4 в каждом направлении). Покрытие проезжей части — асфальтобетон, на открылках моста и тротуарах — большие плиты из красного гранита. Перильное ограждение чугунное художественного литья. Массивные звенья с русалками, дельфинами и морскими коньками-гиппокампами чередуются между собой. Над промежуточными опорами решётки разделены гранитными тумбами. При въездах на мост на четырёх гранитных постаментах установлены скульптурные группы «Укрощение коня человеком». На постаменте северо-западной скульптурной группы установлена бронзовая доска «Это следы одного из 148478 снарядов, выпущенных фашистами по Ленинграду в 1941—44 г.г.» На этом же постаменте сохранилась высотная высечка «3.0», выполненная в 1872—1874 годах под руководством военного геодезиста М. А. Савицкого.